# Династичний період Стародавнього Єгипту
Автор першої історії Стародавнього Єгипту, Манефон, запропонував хронологічний поділ історії країни, що охоплює період правління 30 династій. У сучасну епоху в цю хронологію був внесений ряд уточнень. Нижче наводиться періодизація староєгипетської історії, запропонована в колективній монографії «Історія Стародавнього Сходу». Ч.2. Передня Азія та Єгипет (М.,1988):
- Раннє царство (I—II династії) — 3120 — 2778 рр. до н. е.
- Стародавнє царство (III—VI династії) — 2778 — 2263 рр. до н. е.
- Перший перехідний період (VII—X династії) — 2263 — 2070 рр. до н. е.
- Середнє царство (XI і XII династії) — 2160 — 1785 рр. до н. е.
- Другий перехідний період (XIII—XVII династії) — 1785 — 1580 рр. до н. е.
- Нове царство (XVIII—XX династії) — 1580 — 1075 рр. до н. е.
- Третій перехідний період — (XXI—XXVI династії) 1075 — 656 рр. до н. е.
- Пізнє царство (XXVII—XXX династії) — 656 — 332 рр. до н. е., до завоювання Олександром Великим.

Наведені дати слід розглядати як приблизні, причому точніші пізніші з них, тоді як найраніші можуть мати похибку в межах кількох століть.

## Раннє царство
Дані про Раннє царство базуються на нечисленних пам'ятках і декількох предметах, що містять написи з іменами царів. Докладних відомостей про перші дві династії не збереглося. Колосальні гробниці царів в Накаді, Абидосі і Саккарі, а також обширні могильники в Хелуані, на схід від Нілу, навпроти Мемфіса, свідчать про те, що будівлі зводилися переважно з глиняних блоків і дерева з обмеженим застосуванням каменю для спорудження стін і підлоги і для виготовлення культових табличок. Камінь використовувався для виготовлення прикрас, предметів побуту, посудин різноманітних типів, часто вишукано прикрашених, і нечисленних статуй.
Важливою рисою було зміцнення в умах єдності всієї країни, відмова від розгляду Нижнього Єгипту як завойованої території. Активно велася зовнішня політика: основними партнерами Єгипту були багаті деревом Фінікія і Сирія, країни Синайського півострова, які торгували мідною рудою, також освоюються шляхи Аравійської та Лівійської пустель. Фараонами I династії ведуться війни з азійськими сусідами.
Близько сер. XXIX ст. до н. е. цар Семхію змінив ім'я на «Періїбсен», тим самим ототожнивши себе з міфологічним ворогом бога Хора і переніс столицю в Абідос. Нижній Єгипет після цього відокремився і залишився під владою II династії, що, як і раніше шанувала Хора. Єдність Єгипту була відновлена останнім з династії — фараоном Хасехемуї, який завоював Нижній Єгипет, і об'єднана держава увійшла в новий період свого розвитку.

## Давнє царство
Початок епохи Стародавнього царства пов'язують зі сходженням на трон бл. 2780 до н. е. першого фараона III династії Джосера. Вона ознаменувалася надзвичайно швидким розвитком архітектури. В цей період творив відомий зодчий Імхотеп, з ім'ям якого пов'язано спорудження в Саккарі першої гігантської ступінчастої піраміди. Вона оточена кам'яною стіною, всередині якої знаходиться обширний заупокійний комплекс — найдавніші зведені людиною кам'яні споруди.
Півтора століття розділяють піраміди Джосера і Хеопса (Хуфу). В історії Стародавнього Єгипту це був період стабільності, благоденства і могутності. Нововведення в архітектурі тривали, і їх кульмінацією стала Велика піраміда, побудована в Гізі бл. 2560 до н. е., що призначалася для поховання фараона Хеопса. Ця піраміда — найбільша архітектурна споруда Стародавнього світу (висота 147 м, а весь комплекс займає простір в 5,3 га; колосальні вапнякові та гранітні блоки, з яких побудована піраміда, іноді досягають у довжину 6 м, щільно підігнані один до одного). Поступаються їй піраміди наступників Хеопса: Хефрена (Хафра) — 143 м і Мікерина (Менкаура) — 66 м.
Члени царської сім'ї та знатні вельможі мали власні усипальниці, розташовані рядами близько пірамід правителів Стародавнього царства. В оздобленні цих гробниць досягла розквіту рельєфна скульптура, що вперше з'явилася ще в додинастичний Єгипет. В мастабах часто встановлювали статуї покійних.
На початку правління VI династії для фараона Уніса при спорудженні його піраміди було запроваджено нововведення: на її внутрішніх стінах були вирізані численні ієрогліфічні написи, відомі під назвою Текстів пірамід. Вони складалися протягом кількох століть і містять ритуальні тексти, пов'язані з похованням фараона, а також з продовженням його царювання і могутності в потойбічному світі. Ці тексти являють безцінне джерело відомостей про релігію Стародавнього Єгипту. Їх копії містяться на пірамідах наступних правителів VI династії, а також — з додаваннями, роз'ясненнями, змінами і спотвореннями — в гробницях приватних осіб протягом всього династичного періоду.
Через бідність джерел конкретні відомості про соціальну структуру епохи Стародавнього царства нечисленні. Можливо, аж до IV династії фараон був головним, якщо не єдиним землевласником. Вищі придворні посади зазвичай займали члени сім'ї фараона. Для управління потрібно безліч сановників і писарів, що призвело до формування неймовірно численного і складно влаштованого державного апарату. Найбільш важливі посади стали практично спадковими, але протягом довгого часу залишалися під жорстким царським контролем. Деякі посадові особи, що не належали до родичів фараона, носили титул «син царя» суто завдяки своїм державним функціям.
Фараони VI династії будували численні храми як у Верхньому, так і Нижньому Єгипті. Крім того, Пепі I (бл. 2400 — 2375 до н. е.) організував військові походи на Синайський півострів, в Палестину і Нубію. Його син Пепі II (2287 — 2193 до н. е.) Також організував похід вглиб Нубії і направив торговельні місії в країну Пунт (в районі суч. Сомалі). Надмірна централізація влади і податковий гніт, що придавив землеробів, викликали бунтівні настрої серед знаті і загальне невдоволення населення. Правителі провінцій, що колись були вірними підданими фараона, стали проявляти значну самостійність. Вони перестали будувати свої усипальниці по сусідству з пірамідами фараонів і воліли знаходити упокоєння в гробницях, вирубаних в скелях поблизу власних резиденцій.

## Перший перехідний період
Після 500-річного періоду величі Давнє царство розпалося. Згідно Манефона, VII династія включала 70 правителів Мемфісу, які царювали в цілому всього 70 днів. Однак кілька царів IX і X династій, що мали резиденцію в Гераклеополі (за 90 км на південь від Мемфіса), почасти відновили порядок і стабільність. Один з них — Хеті IV — вигнав азійських завойовників, які захопили значну частину дельти Ніла, і відновив торговельні відносини з Сирією. Однак його влада на півдні поширювалася лише до Середнього Єгипту. Гераклеопольські правителі були зайняті війнами з іншими правителями Середнього і Верхнього Єгипту, а Хеті IV у своїх спробах здолати повсталих фіванських володарів, що заснували XI династію, правління якої знаменує початок епохи Середнього царства, заручився підтримкою номарха (правителя нома) з Сіута.
Час занепаду (Перший перехідний період) виявився благотворним для творчості — при гераклеопольських правителях найвищого розквіту досягла класична давньоєгипетська література. «Повчання царю Мерикара» — послання фараона Хеті III своєму синові, що містить практичні рекомендації правителю по наближенню вельмож і відданих вихідців з народу — було створено в цей період. Описи лих того часу можна знайти в «Пророцтві Ноферреху» і «Вислові Іпувера» (яке також може належати до Другого перехідного періоду), в якому йдеться про різку зміну клімату та зниження урожаїв, а також про розгубленість людей, які не розуміють, як створена богами держава може прийти до такого занепаду.

## Середнє царство
Коли останні гераклеопольскі царі зіткнулися з фіванськими номархами, вони виявили, що останні вступили в союз з правителями сусіднього з Фівами Копта. Богом фіванців був Монту, який шанувався в таких релігійних центрах цієї провінції, як Гермонтіс і Тод. Верховним богом Копта був Мін, найдавніше єгипетське антропоморфне божество, культ якого злився з шануванням Амона в Гермополі — місті, розташованому на півдорозі між Фівами і дельтою. Храмовий комплекс фіванців був перенесений в Карнак. Царі XI династії, що носили імена Інтеф (Антеф) і Ментухотеп, віддавали перевагу богу Монту, а верховним богом правителів XII династії, що носили імена Аменемхет і Сенусерт, став Амон. За фараонів цих двох династій Фіви перетворилися на визнану релігійну столицю Середнього царства. Інтефи і Ментухотепи розмістили поблизу свою резиденцію, а біля підніжжя західних гір, навпроти Карнака, — царські усипальниці.
Засновник XII династії Аменемхет I (бл. 1991 — 1962 до н. е.) був, мабуть, узурпатором. Бувши візиром при дворі останнього Ментухотепа, він захопив владу в відсутність законного спадкоємця. Хоча він правив протягом 30 років, його становище на престолі було неміцним. На двадцятому році царювання він призначив співправителем сина Сенусерта I, що показово демонструє бажання гарантувати наступність влади. Коли Сенусерт вирушив на війну, фараон був убитий, як і пізніше Аменемхет II (1911 — 1879 рр. до н. е.).
Резиденцією фараонів XII династії стала фортеця Іт-Тауі, розташована приблизно за 30 км на південь від Мемфіса. Звідси було зручно керувати будівельними та іншими громадськими роботами, відновленням торговельних зв'язків Єгипту і його впливу в Палестині і Сирії, а також умиротворенням лівійців, що мешкали в західній пустелі — постійного джерела занепокоєнь. Відбувалося розширення Єгипетської держави і в південному напрямку — була завойована Нубія аж до другого нільського порога, а також заснована і укріплена постійна торгова факторія в Керме, на південь від третього порога.
Ймовірно, вищим досягненням фараонів цієї династії стало відновлення Аменемхетом III (бл. 1849—1801 до н. е.) Розгалуженої зрошувальної системи. В Файюмській западині, поблизу царської резиденції Іт-Тауі, була створена складна мережа каналів, поєднана з Нілом через канал Бахр-Юсуф. Мерідове озеро в Файюмі було перетворено на водосховище, яке щорічно під час паводків поповнюється по системі каналів водами Ніла, а поблизу була заснована нова столиця Хетепсенусерт (суч. Кахун). Щоб контролювати зрошення полів в тривалі періоди спаду рівня Нілу, на каналах були зведені шлюзи. Удосконалена і більш розгалужена зрошувальна система часу правління Аменемхета III функціонує досі.
В період Середнього царства в Єгипті продовжується розвиток технологій: вдосконалюється обробка землі, відбувається освоєння бронзи. Весь народ Єгипту поділявся на дві частини: трудове населення належить до категорії «царських людей», а чиновники державного апарату становили еліту. Такі суспільні відносини лише зазнавши деяких змін проіснували в Єгипті аж до поч. I тис. до н. е.

## Другий перехідний період
Як і в епоху VI династії, Єгипет часів Середнього царства прийшов в занепад через низку слабких правителів. Ім'я останнього фараона XII династії невідомо, а наступна XIII династія налічує понад 50 правителів. Їх резиденція раніше знаходилася в Іттауі, і вони продовжували поклонятися файюмському богу-крокодилові Себеку. На той же час припадає низка з 72 правителів самостійної XIV династії, центром діяльності якої був Ксоіс, розташований в дельті. Саме в цей смутний період в Нижній Єгипет стали проникати численні азійські племена. Семітські імена кількох фараонів XIII династії свідчать, що представники цих чужинців іноді навіть займали трон.
Близько 1725 до н. е. ці прибульці, яких єгиптяни називали чужоземними правителями, а Манефон — гіксосами (досл. «царі-пастухи»), спустошили дельту. Через 50 років один з їхніх вождів зійшов на єгипетський трон, ставши засновником нової династії. Гіксоси назавжди збереглися в пам'яті єгиптян як безжальні тирани і руйнівники. Їм вдалося захопити значну частину Єгипту, за винятком району Фів, і домогтися союзу з нубійськими вождями, що скинули єгипетське ярмо.
Фараони XV і XVI династій походили з гіксосів, які затвердили нову столицю в місті Аваріс (єгип. Хат-Урат, суч. Телль ель-Даба). Про їх родинні стосунки відомо небагато, але існують свідчення, що між ними йшла боротьба за трон. Обидві династії існували одночасно і були сучасниками XVII династії фіванських фараонів, яких вони так і не зуміли підпорядкувати. Пам'ятники того періоду нечисленні, однак цією епохою датується велике число знахідок скарабеїв — вирізаних з каменю жуків з висіченими на них іменами. Скарабеї служать основним джерелом відомостей щодо фараонів XV і XVI династій.
Близько 1600 до н. е. Камос, останній фараон XVII фіванської династії, ціною неймовірних зусиль зумів вигнати ненависних чужинців з країни. Всупереч раді наближених він рушив у похід вниз за течією Нілу і здобув ряд блискучих перемог, котрі змусили гіксосів відступити до Аварісу — свого опорного пункту на кордоні з Палестиною. Камос помер до закінчення кампанії; йому успадковував його брат Яхмос I (бл. 1580—1559 до н. е.), якого вважають засновником XVIII династії. Після трирічної облоги він захопив і зруйнував фортецю Аваріс, назавжди вигнавши гіксосів, що відступили в Азію. Розірвавши союз з Нубією, Яхмос тут же почав похід на південь і розширив межі своєї держави до колишньої його межі вище другого нільського порога.

## Нове царство

### Піднесення в період XVIII династії
Вигнання гіксосів дозволило Єгипту розширити зв'язки з Азією. Можливо, з міркувань безпеки, побоюючись ще однієї загрози з боку гіксосів, а може бути, в прагненні встановити необхідні їм торгові зв'язки з азійськими країнами, єгиптяни відтоді не обмежувалися традиційним відокремленим існуванням в долині Ніла. Тепер Єгипет став частиною середземноморського світу.
Онук Яхмоса Тутмос I розширив межі країни як в південному, так і в північному напрямку. Він привів своє військо до верхів'їв Євфрата і на березі цієї річки спорудив тріумфальну стелу з написом. Його онук Тутмос III був найвеличнішим з усіх єгипетських фараонів, однак ще в дитинстві був відтиснутий з трону своєю мачухою, царицею Хатшепсут, двадцятирічне правління якої відзначено значними успіхами у зовнішній торгівлі (спорядження експедиції в Пунт) і архітектурі (будівництво зодчим Сенмутом заупокійного храму Хатшепсут Джесера Джесера в Дейр ель-Бахрі), при цьому цариця, найімовірніше, організувала щонайменше два повноцінних військових походи. Після смерті Хатшепсут Тутмос III, отримавши одноосібну владу, сам зробив 17 походів в Азію і, відзначившись в цілому ряді битв, починаючи з битви при Мегіддо, розгромив коаліцію правителів Сирії і Палестини, відтіснив могутню державу Мітанні і підпорядкував більшість східних сусідів.
Епохою процвітання і могутності було для Єгипту і 32-річне правління Аменхотепа III (бл. 1455—1419 до н. е.), який пожинає плоди завоювань Тутмоса III. Аменхотеп III вважається одним з найвидатніших будівельників в історії Єгипту.

### Реформа Ехнатона
До того часу основою могутності царської влади була підтримка війська і жерців бога Амона-Ра. Однак після припинення воєн в Азії держава потребувала нових опор. Після смерті Аменхотепа III трон посів його син Аменхотеп IV, який увійшов в історію як релігійний реформатор. Своє ім'я він змінив на Ехнатон (Ахенатон) в знак заперечення свого зв'язку з богом Амоном, на яку вказувало ім'я Аменхотеп. Ехнатон скасував шанування бога Амона, віддалився в засновану ним поблизу Гермополя нову столицю Ахетатон (її руїни нині[коли?] носять назву Ель-Амарна) і проголосив культ єдиного істинного бога Атона, символом якого був сонячний диск. Могутнє жрецтво, пов'язане з культом Амона, було придушене, храми цього бога закриті, і навіть його зображення були стесані або знищені.
Боротьба з традиційною релігією тривала 17 років, але завершилася зі смертю Ехнатона. Катастрофою для Єгипту обернулося його зневага прямими царськими обов'язками. Бунтівні вожді азійських народів, насильно включених в державу на Нілі, негайно скористалися тим, що Ехнатон послабив кермо державного правління. Така ситуація надавала довгоочікувану можливість скинути обтяжливе ярмо. Кілька відданих фараону номархів звернулися до нього з проханням підтримати їх боротьбу з агресивними сусідами; але коли їхні листи (збереглися на табличках з Ель-Амарни) залишилися без відповіді, вони припинили свої безуспішні спроби. Від величезної держави, що з таким трудом створювалася попередниками Ехнатона, практично нічого не залишилося. Семенехкара (1348-47 рр. до н. е.) через деякий час відновив культ Амона і старим богам було повернуто їх попереднє положення.
Про багатство Єгипту в епоху правління XVIII династії можна скласти уявлення за знахідками скарбів у відкритій в 1922 гробниці Тутанхамона — зятя Ехнатона. Реальними правителями під час його царювання (бл. 1400—1392 рр. до н. е.) Були колишній верховний жрець Атона Ейа і головний воєначальник Ехнатона Хоремхеб. Після смерті юного фараона його вдові Анхесенамон запропонував вийти заміж син хетського царя Суппілуліума I, проте був убитий єгипетської знаттю. Після цього Анхесенамон вступила в шлюб з Ейа, який вважається останнім царем XVIII династії, а Суппілуліума I повністю вигнав єгиптян з Азії.

### XIX і XX династії
Після хетських походів Хоремхеба, засновника нової XIX династії, на троні опинився немолодий Рамсес I. У правління його сина Сеті I (приблизно 1337—1317 до н. е.) під владу Єгипту повернулися Палестина, Фінікія і южно-центральна Сирія. Рамсес (Рамзес) II Великий (бл. 1317—1251 до н. е.) також воював на цих територіях, то повертаючи їх під свою владу, то знову втрачаючи, а основним суперником Єгипту залишалося Хеттське царство. Однак відроджена «держава» була настільки нетривкою, що Рамсес II вважав за доцільне підписати договір про мир з Хаттусілі III, царем могутніх хеттів, що зайняли місце володарів Західної Азії.
За довгим правлінням Рамсеса II пішов період безперервних масових міграцій різних народів в Центральне Середземномор'я. Наступникам цього царя довелося випробувати вторгнення лівійців із заходу, а Рамсес III (бл. 1204—1173 до н. е.), другий цар XX династії, зіткнувся на півночі і сході з потужним союзом не родинних між собою племен-завойовників — т. н. «Народів моря», чийого натиску не витримали навіть могутні хети. Рамсес III успішно протистояв їх полчищам, але його тривале перебування на троні було затьмарене війнами, повстаннями населення, а також змовами та інтригами членів його власної сім'ї. Рамсес III був останнім великим правителем епохи Нового царства. Близько 1075 до н. е. після смерті останнього фараона XX династії Рамсеса XI, Єгипет розпадається на дві частини — фіванську область на чолі з верховним жерцем Амона Херіхором, і об'єднаний Середній і Нижній Єгипет — з центром в місті Таніс.

## Третій перехідний період
На початку Третього перехідного періоду південна частина Єгипту залишається під владою спадкоємців Херіхора, а в середньому і Нижньому Єгипті править XXI династія. В цей час в кількох номах цих районів підносяться колишні лівійські військові ватажки, які осіли в Єгипті ще в епоху Нового царства. Один з них, Шешонк I в 945 р. до н. е. захоплює трон і стає засновником XXII династії, яка знана як «лівійська». Успішні спроби централізованого об'єднання призводять до того, що Шешонку вдається зробити після смерті царя Ізраїлю Соломона успішний похід на Палестину в 925 р. до н. е., проте вже його син Осоркон I зазнає поразки від царя Юдеї Аси приблизно в 897 р. до н. е., а до другої половини VIII ст. до н. е. Єгипет перестає бути єдиною державою.
Правитель з Саіса Тефнахт встановлює тверду владу XXIV династії над дельтою Нілу і районом Мемфіса (727—720 рр. до н. е.), а його наступник Бокхорису видає низку законів, спрямованих проти боргового рабства. Проте вже в 715 р. до н. е. до влади прийшов Шабака з XXV династії, найзначнішим з фараонів якої був Тахарка (690—664 рр. до н. е.), який об'єднав Нубію і Єгипет в єдину державу. Він також намагався змагатися з Ассирією і в підсумку її цар Ассархаддон завоював Єгипет у 671 р. до н. е.
Ассирійці не прагнули створити в Єгипті постійну систему влади і задовольнилися визнанням залежності місцевих правителів. В «Історії» Геродота цей період називається «додекархія», тобто правління дванадцяти царів, що поділяли країну між собою. В 663 — му один з них, Псамметіх I, скориставшись війною Ассирії з іншим правителем — Танутамоном, починає розширювати свої володіння і незабаром контролює дельту Нілу, а до 656 р. до н. е. об'єднує весь Єгипет, включаючи давно автономні Фіви і засновує XXVI династію, ввівши Єгипет в період «Саїсського відродження».

## Пізнє царство
На правління Псамметіха I припадає хвиля навали кочівників-скіфів, що не зачепили сам Єгипет, але значно ослабили Ассирійську державу, чим і скористалися фараони. У 610 р. до н. е. Нехо II зайняв всю територію Східного Середземномор'я, проте вже в 600 р. до н. е. виявляється витісненим звідти вавилонським царем Навуходоносором II. Подальше посилення впливу Вавилона на внутрішню політику Єгипту в підсумку призводить до воцаріння підтримуваного вавилонянами воєначальника Яхмоса (Амасіса), який після смерті Навуходоносора перериває контакти з державою Межиріччя. Близько 560 року до н. е. він захоплює Кіпр, а місто Навкратіс стає найбільшим торговим центром. Завдяки цьому налагоджуються тісні контакти з греками, в творах яких можна знайти багато згадок про фараона Амасіса.
До середини 520-х рр. до н. е. Єгипет залишається єдиною державою, не залежною від Персії, однак в 526 р. до н. е. після смерті Амасіса перський цар Камбіс починає війну проти Єгипту і в підсумку стає засновником нової XXVII перської династії фараонів. Чималу роль у поразці єгиптян зіграли, мабуть, невдала дипломатична політика Амасіса (Єгипет фактично опинився один на один з грізним суперником) і зрада видних єгипетських сановників (наприклад, начальника флоту Уджагорресента.
Панування персів, що тривало понад століття, закінчилося в 404 р. до н. е., коли правитель з Саїса Амітрей, що вважається єдиним правителем XXVIII династії, здійняв повстання і вигнав його.
В 398 р. до н. е. до влади прийшла XXIX династія з Мендеса, а вже в 380 р. до н. е. — XXX династія з Севенніти, до якої належав Нектанеб I. Але в 343 р. до н. е. Єгипет вже не зміг захиститися від нового вторгнення на чолі з Артаксерксом III. Перське панування закінчилося лише зі вступом до Єгипту наприкінці 332 року до н. е. військ Олександра Великого, котрий поклав початок нового елліністичного періоду історії країни.

## Причини занепаду
В XI столітті до н. е. трон посів воєначальник Херіхор, який був одночасно верховним жерцем Амона. При ньому Стародавній Єгипет перетворився на теократичну державу, важливі суспільні і приватні справи стали вирішуватися шляхом прямих звернень до оракула Амона в Карнаку. Нижній Єгипет відокремився, а його правитель по імені Смендес, що перебував в Танісі, в області Дельти, проголосив себе царем Верхнього і Нижнього Єгипту. Держава втратила Нубію.
Ключові позиції в апараті управління поступово перейшли до лівійців, що жили в Дельті — вождям покликаних владою найманих військових загонів і нащадками сімей, які оселилися тут у правління XIX і XX династій. Близько 950 р. до н. е. один з таких лівійців, чий рід пишався тим, що вже сім його поколінь проживали в Гераклеополі, захопив трон в Бубастисі (суч. руїни Телль-Баста) в області Дельти і прийняв ім'я Шешонк I. Вперше після вигнання гіксосів єгипетський престол дістався чужинцеві. Шешонк (Шишак) знаменитий тим, що здійснив похід в Палестину і захопив Єрусалим, де в той час правив Ієровоам, згадується в Старому Завіті. Правління заснованої Шешонком XXII (Лівійської) династії тривало близько двох століть, але це був час занепаду. Представники царської влади намагалися зміцнити свій вплив союзом з релігійними інститутами. Спадкоємець престолу призначався верховним жерцем Амона в Карнаці, а царівни ставали верховними жрицями цього бога.
Тим часом міцнішало молоде нубійське царство Куш, і бл. 730 до н. е. його доблесний правитель Пі (Піанхі), що стежив за цивільними заворушеннями в Єгипті, вторгся в розташовану нижче за течією Ніла долину, осадив і взяв штурмом Гермополь Великий і Мемфіс, і захопив трон. Представники XXV (Ефіопської) династії намагалися правити країною зі столиці Куша Напата, але пізніше фараон цієї династії Тахарка (бл. 689—663 до н. е.) був змушений протягом декількох років керувати військовими діями в Дельті з Таніса, стримуючи сильний натиск з боку не тільки своїх єгипетських противників, а й Ассирії. В 671 до н. е. військо Тахарки було розбито царем Ассирії Асархаддоном, і представники ефіопської династії були змушені бігти в Напату. Вісьмома роками пізніше ассирійський цар Ашшурбаніпал в ході нового вторгнення розгромив єгипетські та ефіопські сили племінника Тахарки, царя Танутамона, і розорив столицю Єгипту — Фіви. Ефіопи були вигнані з Єгипту, а на трон зійшли фараони розташованого в Дельті Саїса. Вони отримали короткий перепочинок, коли Ашшурбаніпал був змушений через виниклі у нього на батьківщині хвилювання повернутися в Ніневію. В правління Псамметіха I (бл. 663 — 610 до н. е.), засновника XXVI (Саїсської) династії і першого фараона, розорені ассирійцями міста були відбудовані заново. Робилися спроби відновити пам'ятки минулих часів, насамперед споруди епохи пірамід.
Тепер іноземних купців заохочували засновувати в області Дельти торгові поселення, і під час царювання Псамметіха II там було побудоване знамените грецьке місто Навкратіс. Яхмос II, або Амасіс II (бл. 569 — 525 до н. е.), слідом за батьком проводив прогрецьку політику, можливо, сподіваючись на підтримку Греції в протистоянні наростаючої загрози зі сходу. Після його смерті криза досягла апогею, і на Єгипет рушили перси. Його наступник Псамметіх III (бл. 526 — 525 до н. е.) був розбитий в 525 до н. е. при Пелусії перським царем Камбісом II, який захопив Єгипет аж до Нубії і проголосив себе фараоном, а завойовану територію — провінцією Персії. Таким чином до влади прийшли фараони XXVII (перської) династії, і це означало кінець існування незалежного Єгипту. Попри ряд повстань, внаслідок яких єгиптянам вдавалося вигнати персів (бл. 404 до н. е. країна здобула незалежність на цілих 60 років), Єгипет залишався перською провінцією аж до його завоювання в 332 році до н. е. Олександром Великим.